# Византийски бунтове и граждански войни
Това е списък на гражданските войни и другите вътрешни въоръжени конфликти в историята на Източната Римска (Византийска) империя (330 – 1453). За външни конфликти вижте Войни на Византия.

## IV век
- 399: Бунт на Трибигилд в Фригия.
- 400: Бунт на Гайнас.

## V век
- 479: Опит за узурпиране на Маркиан
- 484: Първи Самарянски Бунт
- 484 – 488: Бунт на Ил и Леонтий срещу император Зенон
- 492 – 497: Исаврийска война
- 495: Второ Въстание на Самаряните.

## VI век
- 513 – 515: Бунт на Виталиан срещу Анастасий I.
- 529 – 531: Трето Самарянско въстание под ръководството на Юлиян Бен Сабар.
- 532: Избухва народното въстание Ника в Константинопол. Флавий Ипатий е провъзгласен за император, а по-късно е екзекутиран от Юстиниан и Теодора.
- 536 – 537: военен бунт в диоцез Африка, воден от Стозас.
- 555/556: Четвърто Самарянско въстание.

## VII век
- 602: Бунт и узурпация на трона от Фока.
- 603 – 604: Бунт на генерал Нарзес срещу Фока.
- 608 – 610: Бунт в Африка на Ираклий Старши и успешно възкачване на трона на неговия син Ираклий Младши.
- 610 – 611: Бунт на генерал Коментиол, брат на Фока, срещу Ираклий.
- 613 – 628: Въстание на евреите срещу Ираклий, формира се краткосрочно сасанидско-еврейско обединено кралство.
- 617/618: Йоан от Компса завоюва Неаполис, но е убит от равенския екзарх Елефтерий.
- 640: Бунт на генерал Тит в Месопотамия в протест срещу бесчинства, извършени от други Византийски войски.
- 644/645: Неуспешен преврат на Валентин Аршакуни срещу зет му Констанс II.
- 646 – 647: Бунт на Григорий Патриций, Екзарх на Африка.
- 650 – 652: Бунт на Олимпий, Екзарх на Равена.
- 651: Войнишки бунт на арменските войници под командването на Теодор Рштуни, които преминават на страната на арабите.
- 667: Бунт на Савор, генерал на Армениакон.
- 668 – 669: Убийство на Констанс II и опит да се узурпира властта от страна на Мизизий в Сицилия.
- 680: Въстание и отхвърляне на централната власт в Aнатолийската тема в полза на братята на Константин IV.
- 692/693: Бунт и преминаване към мюсюлманите от страна на арменския патриций Смбат.
- 695: Бунт и узурпация от страна на Леонтий срещу Юстиниан II.
- 698: Бунт и сваляне на Леонтий от армията, връщаща се от неуспешна експедиция срещу Картаген.

## VIII век
- 705: Отхвърляне на Тиберий Апсимар от Юстиниан II.
- 711: Бунт на херсонитите начело с Филипик Вардан води до сваляне на Юстиниан II Ринотмет.
- 715: Бунт на войските от Опсикион в Родос, прераснали в шестмесечна гражданска война. Анастасий II се отрича от престола в полза на Теодосий III.
- 716 – 717: Бунт и успешната узурпация от генерал Лъв Исавриец.
- 717/8: Бунт на Сергий, губернатор на Сицилия, който издига Василий Ономагул за император.
- 726/7: Бунт на Гръцката тема под водачеството на турмархът Агалианос Контоскелес срещу иконоборческата политика на Лъв III.
- 741 – 743: Бунт и узурпация на Артавазд срещу Константин V.
- 780: Неуспешен преврат в полза на Никифор, брат на Лъв IV.
- 781 – 782: Имперска експедиция срещу Елпидий, губернатор на Сицилианска тема.
- 790: Военен бунт срещу регентството Ирена от Атина. Нейният син Константин VI е обявен за единствен владетел.
- 792 – 793: Бунт в Армениакон срещу възстановяването на Ирена Атинска като соуправител на Константин VI.
- 800: Бунт в Кападокия, подстрекаван от Ставракий.

## IX век
- 803: Бунт на Вардан Турк.
- 821 – 823: Въстанието на Тома Славянина
- 827: Бунт на адмирал Евфемий Сицилиански.
- 837: Бунт на смоляните на Балканите
- 838 – 839: Бунт на хурамитските войски на Наср-Теофобос.

## X век
- 919: Неуспешно въстание на Лъв Фока Старши срещу завземането на властта от Роман Лакапин.
- 921: Бунт на славяните милинги и езерци в Пелопонес.
- 922: Бунт на Вардан Боил, управител Халдия.
- 930: Народно въстание на Василий Медноръки в Опсикион.
- 970: Бунт на привърженици на династията Фока и Варда Фока Младши срещу Йоан Цимисхий.
- 976 – 979: Бунт на Варда Склир срещу Василий II.
- 987 – 989: Бунт на Варда Фока Младши срещу Василий II.

## XI век
- 1022: Бунт на Никифор Ксифий и Никифор Фока Баритахел срещу Василий II.
- 1026 – 1027: Бунт на Василий Склир.
- 1034: Народно въстание в Антиохия, ръководено от Елпидий Брахамий.
- 1040: Бунт на Григорий Таронит във Фригия.
- 1040 – 1041: Въстанието на Петър Делян в западните и южните Балкани.
- 1042: Бунт на управителя на Кипър Теофил Еротикос.
- 1042 – 1043: Бунт на Георги Маниак срещу Константин IX.
- 1042 – 1043: Втори бунт на Теофил в Кипър.
- 1047: Бунт на Лъв Торникий срещу Константин IX.
- 1057: Бунт на Ерве Франгопулос.
- 1057: Бунт и узурпация на Исак I Комнин (Битката при Петрое).
- 1066: Бунт срещу тежките данъци в Тесалия, ръководен от Никулица Делфин.
- 1072: Бунт на Георги Войтех.
- 1073 – 1074: Бунтът на Русел дьо Байол въздига кесаря Йоан Дука за император.
- 1077 – 1078: Бунт и възход на трона на Никифор III Вотаниат.
- 1077 – 1078: Въстание на Никифор Вриений Старши срещу Михаил VII Дука и Никифор III, потушено в битката при Калаврия.
- 1078: Въстание на Филарет Варажнуни срещу Михаил VII Дука.
- 1078: Бунт на Никифор Василаки срещу Никифор III .
- 1080 – 1081: Бунт на Никифор Мелисин срещу Никифор III.
- 1081: Въстание и узурпация на Алексей I Комнин.
- 1092: Бунт на Карикий на Крит и Рапсомат на Кипър.
- 1095: Куманска инвазия в Тракия в подкрепа на претендента Лъжеконстантин Диоген.
- 1095 – 1098: Бунт на Теодор Гавра, управител Халдия.

## XII век
- 1182: Успешен бунт и узурпация на Андроник I Комнин.
- 1183/1184: Бунт на севаст Андроник Лампарда
- 1183/1184: Бунт на Йоан Комнин Ватаци, управител на тема Тракезион, срещу регентството на Андроник I Комнин.
- 1184: Бунт на Теодор Кантакузин, управител на Пруса.
- 1184 – 1191: Бунт и създаване на сепаратистки режим на Исаак Комнин в Кипър.
- 1185: Въстанието на Асен и Петър, създаване на Второто българско царство.
- 1185: Бунт и усзурпация на властта от Исак II Ангел.
- 1187: Бунт на Алексей Врана срещу Исак II Ангел.
- 1188 – 1189: Бунт и създаването на сепаратистки режим на Теодор Манкафа във Филаделфия.
- 1190 – 1204/05: Бунт и създаване на сепаратистки режим на Василий Хотца в Тарсия.
- 1192: Бунт на Лъжеалексий II.

## XIII век
- 1200 – 1206:Въстание и създаване на сепаратистки режим на Лъв Хамарет в Лакония.
- 1200 – 1208: Бунт и създаване на сепаратистки режим на Лъв Сгур в североизточната част на Пелопонес и Централна Гърция.
- 1201: Превратът на Йоан Комнин Дебели срещу Алексий III Ангел в Константинопол е жестоко потушен.
- 1201: Бунт на Йоан Спиридонаки в Македония.
- 1201/1202: Бунт на Мануил Камица и Добромир Хриз в Тесалия и Македония.
- 1204 – 1205: Второ въстание и повторно основаване на сепаратистки режим от страна на Теодор Манкафа във Филаделфия.
- 1204 – 1205: Бунт и създаване на самопровъзгласил се режим на Мануил Маврозома във Фригия.
- 1204 – 1206: Бунт и създаване на самопровъзгласил се режим на Сава Асиден по Долен Меандър.
- 1204 – 1206: Бунт и създаване на сепаратистки режим на Йоан Кантакузин в Месения.
- 1222 – 1224: Исак и Алексий Ласкарис бягат в Латинската империя вследствие от възкачването на Йоан III Ватах. През 1224 те се завръщат начело на латинска войска, но са победени и пленени в битката при Пиманион.
- 1225: Бунт на Исаак и Андроник Нестонга срещу Йоан III Ватах.

## XIV век
- 1321, 1322, и 1327 – 1328: Периодична гражданска война между Андроник II Палеолог и неговия внук Андроник III Палеолог.
- 1341 – 1347: Гражданската война между Йоан VI Кантакузин и регентите на Йоан V Палеолог.
- 1342 – 1350: Бунт и създаване на самопровъзгласил се режим на Солунските Зилоти.
- 1352 – 1357: Гражданска война между Йоан V Палеолог, Йоан VI Кантакузин и Матей Кантакузин.
- 1373 – 1379: Бунт и узурпация на Андроник IV Палеолог.

## XV век
- 1453 – 1454: Народно въстание в Морейския деспотат. Потиснато от османски войски.